# ベルビュー (テネシー州)
ベルビュー(Bellevue ) は、アメリカ合衆国テネシー州ナッシュビルのダウンタウンから州間高速道路40号線で南西に約13マイル(21km)の非法人地域。デイヴィッドソン郡ナッシュビル・メトロの管轄内にある。
1950年代、ベルビューは農場近くの、ハーパス川および鉄道線路沿いの小さなコミュニティであった。当時の建物は金物店、郵便局、フリーメイソン教会などのみであった。1970年代後期、郊外化によりアメリカ合衆国郵便公社はベルビュー郵便局を公式にナッシュビル郵便局の支局とした。なお当時のスペルは「L」の後に「E」のない「Bellview 」であった
2000年頃から、州道100号線の他、オールド・ヒッコリー通りと幹線道路70号線南の通り沿いが発展し、人口が増えていった。70号線と40号線のインターチェンジ付近、70号線とオールド・ヒッコリー通りの交差点付近、ハーディング通りと100号線の交差点付近の3ヶ所が商店街として発展した。
緑が豊富で、ハイキングやサイクリング用の舗装または未舗装の道路があるワーナー・パークの他、アラバマ州およびミシシッピ州にわたるナッチェス・トレイス・パークウェイのスタート地点となっている。
1990年に開業したショッピング・モールのベルビュー・センターはシアーズを残し全てが閉店した。2007年12月10日、ベルビュー・デヴェロップメント社が買収し、複合施設建設の再開発を行なうこととなった。ベルビュー・センター本館にはシアーズがまだ入居しており、市政の同意を得たがいまだに今後の建設の看板が出ていない。現在インランド・ウエスタン不動産信託がこのモールを所有している。
2010年5月2日、ベルビューはハーパス川の氾濫により記録的な被害を受けた。何千もの邸宅やコンドミニアムが浸水し、数名が溺れた。特にコンドミニアムのリバー・プランテーションが大きな被害を受けた。

## 人口
2000年の国勢調査によると、14,807世帯に37,062名が住んでいる。1世帯平均2.5名が住んでいる。
1990年、25歳以上の76%が高卒以上であった。平均収入は40,328ドルであった。

## ベルビュー公立図書館
第二次世界大戦中、移動図書館がベルビューに来ていた。1984年、ベルビュー・コミュニティ・センターの施設が建てられ、2月15日、ベルビュー公立図書館が開業した。2015年1月、新たな図書館に改築され開業した。

## ベルビュー・パーク

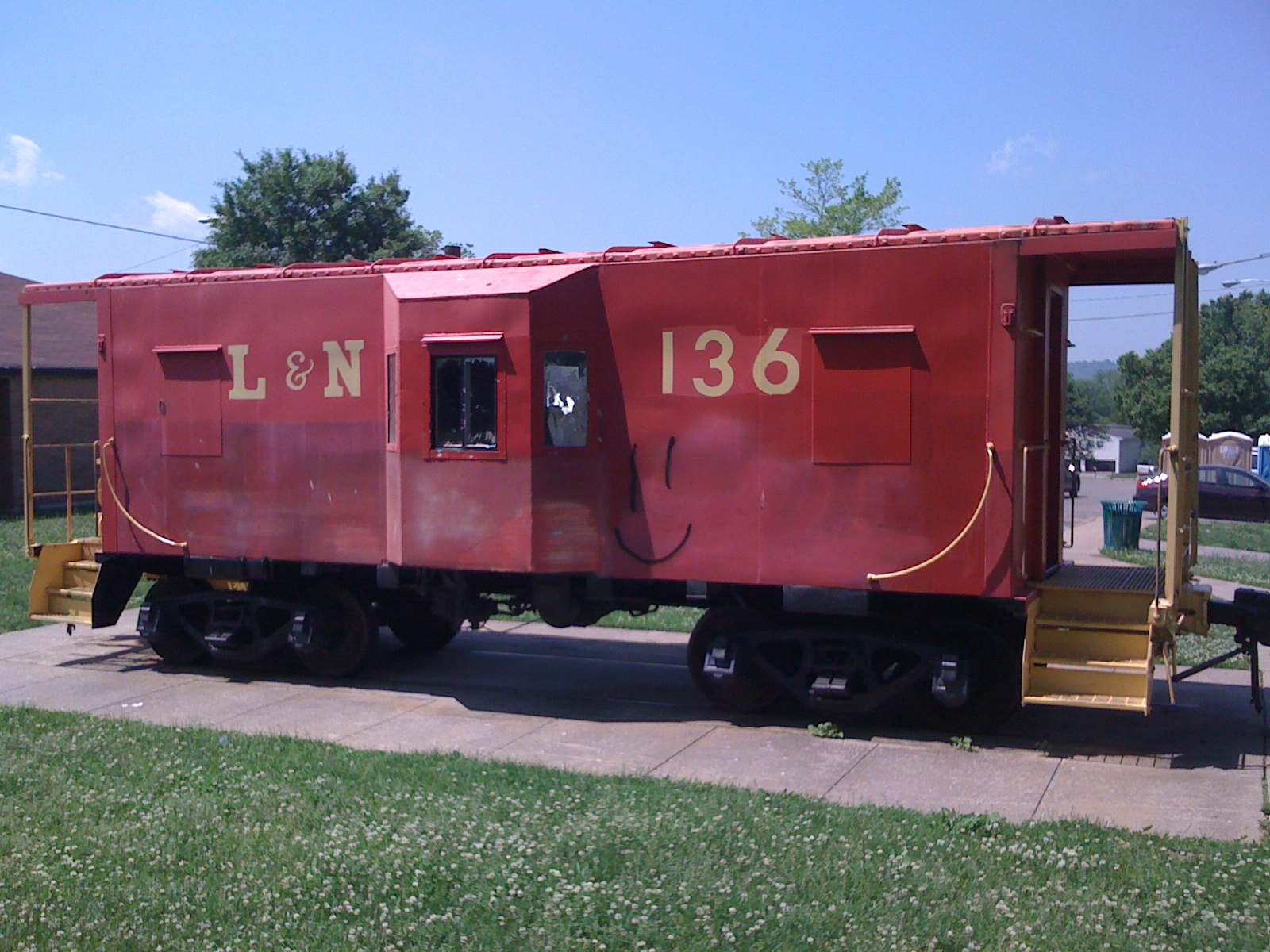
The red caboose of Bellevue Park.

ベルビュー・パークはベルビュー公立図書館隣のベルビュー中学校向かいのコリス・ジャンヌ通りに位置する。ナッシュビル・メトロ公園局が管理している。赤い車掌車(caboose)があることから「レッド・カブース・パーク」と呼ばれるようになった。公園局はさらにログ・キャビンを建てた。散歩やジョギングに適した歩道や、1996年、ベルビュー・バイセンテニアル・セレブレーションの一環で地域ボランティアに建てられた遊具などがある。
毎年ベルビュー・コミュニティ・ピクニックが行なわれ、2万人が訪れる。

## 学校
- ガワー小学校
- ハーバス・ヴァレイ小学校
- ベルビュー中学校
- ヒルウッド高等学校

### 私立学校
- ナッシュビル・クリスチャン・スクール
- エンズワース高等学校
- セント・マシュウ・スクール